# Trpinja
Trpinja (serb. Трпиња) – wieś w Chorwacji, w żupanii vukowarsko-srijemskiej, siedziba gminy Trpinja. W 2011 roku liczyła 1516 mieszkańców.